# Bronz császárgalamb
A bronz császárgalamb (Ducula aenea) a madarak osztályának galambalakúak (Columbiformes) rendjébe és a galambfélék (Columbidae) családjába tartozó faj. 1760-ban Mathurin Jacques Brisson francia zoológus a Ornithologie című hat kötetes művébe írja le először a Bronz császárgalambot és a latin Palumbus moluccensis nevet használta. Bár a Brisson latin neveket hozott létre, ezek nem felelnek meg a fajok tudományos név rendszerének és a Nemzetközi Zoológiai Nomenklatúrabizottság nem ismeri el őket. Amikor 1766-ban a svéd természettudós, Carl von Linné frissítette Systema Naturae-ját a 12. kiadáshoz, 240 olyan fajt adott hozzá, amelyeket Brisson korábban leírt. Ezek egyike volt a Bronz császárgalamb, Linné hozzáadott egy rövid leírást, kitalálta a Columba aenea tudományos nevet és idézte Brisson munkáját. Az aenea név a latin aeneus-ból származik jelentése "bronz színű" vagy "réz". A faj most a Ducula (császárgalamb) nemzetségbe került, amelyet Brian Houghton Hodgson angol természettudós vezetett be 1836-ban.

## Előfordulása
Banglades, Bhután, Brunei, Kambodzsa, Kína, India, Indonézia, Laosz, Malajzia, Mianmar, Fülöp-szigetek, Srí Lanka, Thaiföld és Vietnám területén honos. Megtalálhatók mind az elsődleges, mind a másodlagos erdőkben, a mangrovékban és a nyílt vidéken is. A tengerszinttől egészen 1000 m magasságig.

## Alfajai
Tizenkét alfajt ismernek el:
- D. a. sylvatica ( Samuel Richard Tickell, 1833) – Észak-India és Nepál Kínától délre Thaiföldig és Indokínáig
- D. a. pusilla ( Edward Blyth, 1849) – Dél-India, Srí Lanka
- D. a. andamanica Humayun Abdulali, 1964 – Andamán-szigeteken
- D. a. consobrina ( Salvadori , 1887) – Nyugat-Szumátra szigetei, az Enggano-sziget kivételével
- D. a. oenothorax (Tommaso Salvadori, 1892) – Enggano-sziget
- D. a. polia ( Harry C. Oberholser, 1917) – Maláj-félsziget a Nagy- és Kis-Szunda-szigetekig
- D. a. palawanensis ( August Wilhelm Heinrich Blasius, 1888) Banggi-sziget (Borneó északi része) Palawanig és a közeli szigetekig (Fülöp-szigetek délnyugati része)
- D. a. fugaensis ( Masauji Hachisuka, 1930) – Fülöp-szigetek északi része ( Calayan, Camiguin és Fuga-sziget)
- D. a. nuchalis ( Jean Louis Cabanis, 1882) – Észak-Luzon (Észak-Fülöp-szigetek)
- D. a. aenea (Carl von Linné, 1766) – Fülöp-szigetek (Luzon északi részén és Palawan kivételével)
- D. a. intermedia ( Adolf Bernhard Meyer és Lionel William Wiglesworth, 1894) – Talaud-szigetek és Sangihe-szigetek
- D. a. paulina ( Charles Lucien Bonaparte, 1854 – Sulawesi, Togian, Banggai és Sula-szigetek

Az D. a. oenothoraxot (Enggano császárgalamb)  néha külön fajként kezelik, illetve úgy gondolták, hogy azonos a Nicobár császárgalambbal (Ducula nicobarica).

## Leírás
A Bronz császárgalamb egy nagy, kövérkés megjelenésű galamb, kb. 45 cm hosszú, súlya 450-550 g. Háta, szárnyai és farka metálzöldek. A feje és a mellkasa fehér, kivéve a tarkó gesztenyebarna takaró tollait. A nemek hasonlóak. A madár hívása mély és visszhangos, gyakran ez az egyetlen jele, hogy jelen van.

## Viselkedés és ökológia
A Bronz császárgalamb az erdei életmódhoz alkalmazkodott, a fa lombkoronájával és annak terméseivel táplálkozik. Repülése gyors és közvetlen, szabályos ütésekkel és időnként éles szárnycsapásokkal. Egyszerű botfészket épít egy fába, a fészket a pár mindkét tagja építi, majd a tojó egyetlen fehér tojást rak, ezen mindkét szülő 18 napig kotlik. A fiókát mindkét szülő eteti, a kikelés után 20 nappal kirepül. Ezek a madarak nem túl barátságosak, más madarakkal, ennek ellenére kisebb csoportokat alkotnak fajtársaikkal.